# District de Horsham
Le district de Horsham est un district du West Sussex dans le Sud de l'Angleterre. Il a été créé en 1974.

## Source
- (en) Cet article est partiellement ou en totalité issu de l’article de Wikipédia en anglais intitulé « Horsham District » (voir la liste des auteurs).